# Pretty Lights
Pretty Lights, pseudonimo di Derek Vincent Smith (25 novembre 1981), è un musicista e produttore discografico statunitense.
È originario di Fort Collins (Colorado).

## Carriera
Nel 2006 pubblica Taking Up Your Precious Time, coprodotto da Michal Menert.
Nel 2007 inizia a lavorare e a suonare anche fuori dal Colorado con diversi gruppi e jam band come STS9, The Disco Biscuits e Widespread Panic. Nel 2008 realizza il doppio disco Filling Up the City Skies, sempre pubblicato dalla sua etichetta discografica, la Pretty Light Music. Durante l'estate 2009, sotto lo pseudonimo Pretty Lights, si esibisce in diversi festival statunitensi. Nell'ottobre dello stesso anno realizza il suo terzo disco Passing by Behind Your Eyes, distribuito in download gratuito. Nel luglio 2013 pubblica A Color Map of the Sun, primo disco in cui non fa uso di sample: Smith ha composto e registrato le tracce in diversi studi (Brooklyn, New Orleans e Denver). Riceve una nomination ai Grammy Awards 2014 nella categoria "Best Dance/Electronica Album". Nel dicembre 2013 pubblica un disco di remix.

## Discografia

### Album
- 2006: Taking Up Your Precious Time
- 2008: Filling Up the City Skies
- 2009: Passing by Behind Your Eyes
- 2013: A Color Map of the Sun
- 2013: A Color Map Of The Sun Remixes

### EP
- 2010: Making Up a Changing Mind
- 2010: Spilling Over Every Side
- 2010: Glowing in the Darkest Night

### Live
- 2010: NYE 2009
- 2011: WASHINGTON
- 2012: LAS VEGAS